# اچ‌ام‌اس ئی۵

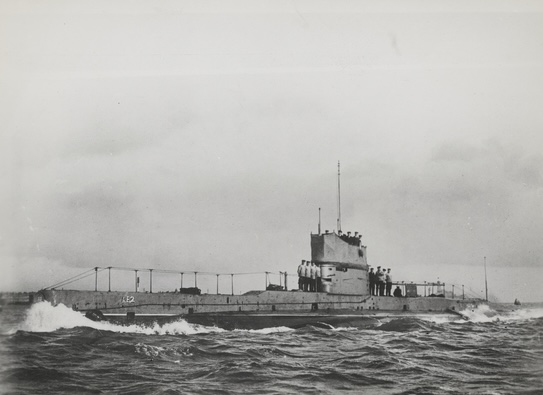
تصویر زیردریایی HMS E5

اچ‌ام‌اس ئی۵ (به انگلیسی: HMS E5) یک زیردریایی بود که طول آن ۱۷۸ فوت (۵۴ متر) بود. این زیردریایی در سال ۱۹۱۲ ساخته شد.